# Herb gminy Wola Krzysztoporska
Herb gminy Wola Krzysztoporska – jeden z symboli gminy Wola Krzysztoporska, ustanowiony 11 kwietnia 2006.

## Wygląd i symbolika
Herb przedstawia na tarczy w polu błękitnym oko opatrzności. U podstawy tarczy widnieje odmiana herbu Nowina rodu Krzysztoporskich dawnych właścicieli Woli Krzysztoporskiej.